# Siphonothinus argentinus
Siphonothinus argentinus är en mångfotingart som beskrevs av Filippo Silvestri 1903. Siphonothinus argentinus ingår i släktet Siphonothinus, ordningen spetshuvuddubbelfotingar, klassen dubbelfotingar, fylumet leddjur och riket djur. Inga underarter finns listade i Catalogue of Life.